# Montfaucon-en-Velay
Montfaucon-en-Velay é uma comuna francesa na região administrativa de Auvérnia-Ródano-Alpes, no departamento de Alto Loire. Estende-se por uma área de 4,99 km². Em 2010 a comuna tinha 1 200 habitantes (densidade: 240,5 hab./km²).